# Charles L'Eplattenier
Charles L'Eplattenier (Neuchâtel, 1874 - Les Brenets, 1946) és un pintor, arquitecte, escultor i decorador suís.
És considerat com un dels principals creadors de l'Art Nouveau (el Modernisme) a Suïssa.

## Biografia
De jove era aprenent d'un pintor decorador, que l'encoratjà a estudiar a l'escola d'arts decoratives de Neuchâtel. Després passà a l'Escola Nacional de Belles Arts a París, al taller de Luc-Olivier Merson, per estudiar pintura, escultura i arquitectura.
Havent estudiat, amb 23 anys esdevingué professor a l'escola d'art de La Chaux-de-Fonds, que amb ell esdevingué l'únic centre suís d'Art Nouveau. Tenia talent per descobrir nous talents, com els pintors André Evard i Charles Humbert, el cartellista Jules Courvoisier i fins i tot l'arquitecte Le Corbusier. Es diu que Le Corbusier va triar el seu pseudònim inspirat en el cognom del seu mestre.
L'Eplattenier i els seus deixebles desenvoluparen una versió local de l'Art Nouveau coneguda per style sapin ("estil pi") perquè representaven pins per tot arreu com a motiu decoratiu. El style sapin es caracteritza per un intensiu estudi de la natura i l'estilització artística de les estructures arquitectòniques locals.
Però el 1914, amb 40 anys, abandonà l'ensenyament per dedicar-se de ple a la creació en diverses arts: la pintura, l'escultura, la pintura decorativa, el mosaic i l'esgrafiat, sense sortir mai del mateix poble.

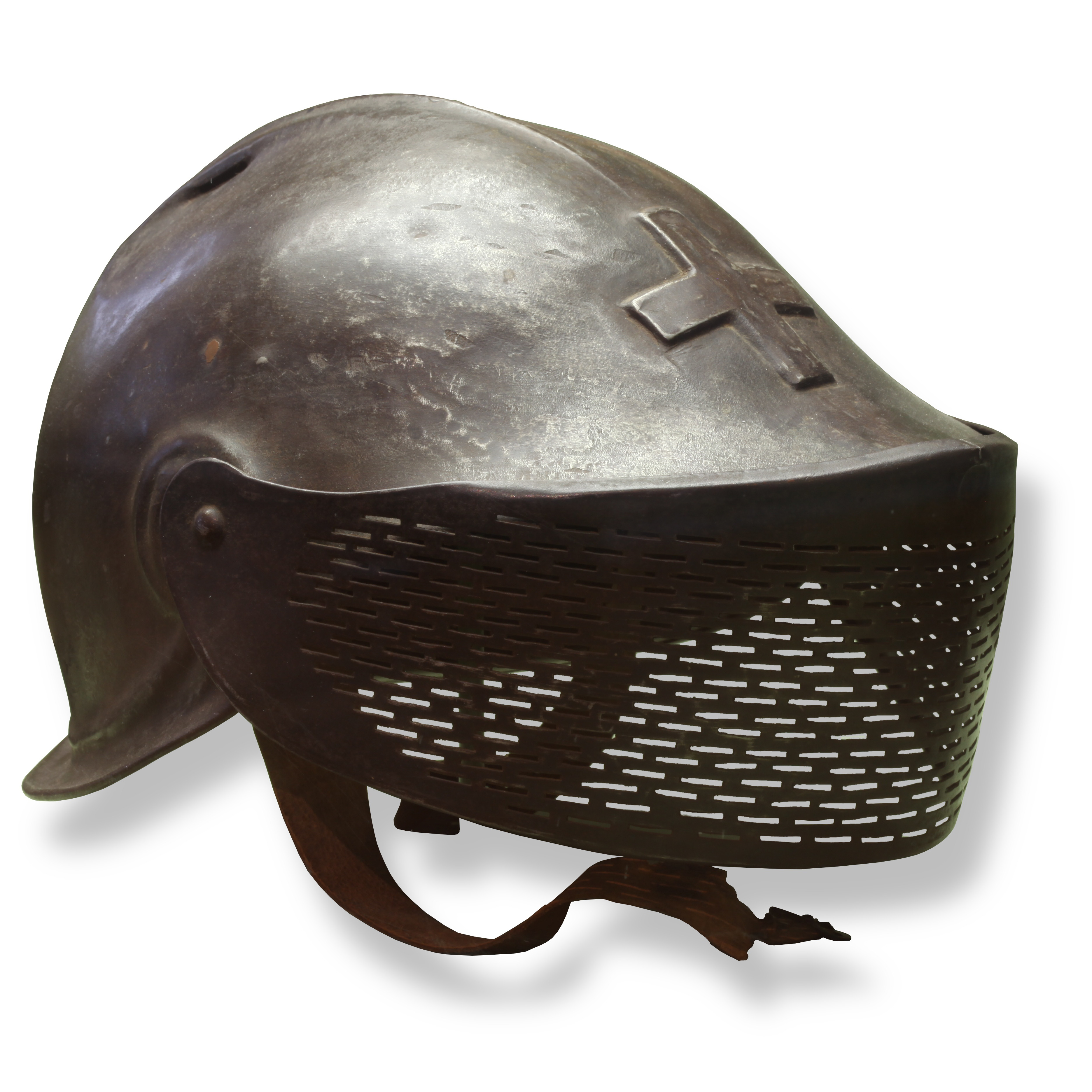
Casc de L'Eplattenier, al Museu Militar de Morges.

L'Eplattenier fins i tot dissenyà un prototip de casc militar el 1917, que no aconseguí imposar a l'exèrcit. Els exemplars que es conserven van molt buscats pels col·leccionistes.
Morí als 72 anys d'una caiguda mentre feia escalada a prop de Les Brenets, al Cantó de Neuchâtel.